# Fußball-Weltmeisterschaft 1942
Die vierte Fußball-Weltmeisterschaft war ursprünglich für das Jahr 1942 geplant, wurde aber wegen des Ausbruchs des Zweiten Weltkriegs (1939–1945) letztlich auf 1950 verschoben.

## Planungen für 1942
Der Deutsche Fußball-Bund hatte sich um die Austragung der Weltmeisterschaft 1942 bereits auf dem 23. FIFA-Kongress am 13. August 1936 in Berlin offiziell beworben. Kurze Zeit später gab auch die Confederação Brasileira de Futebol eine offizielle Bewerbung für das WM-Turnier 1942 ab.
Südamerikanische Delegierte wollten nach zwei Weltmeisterschaften in Europa (Italien 1934 und Frankreich 1938) wieder eine WM in Südamerika veranstaltet sehen. Gegen eine Austragung im Deutschen Reich wurden sportpolitische Gründe angeführt, da das Land Profifußballspieler vom Turnier ausschließen wollte. Die FIFA bestand aber grundsätzlich darauf, dass auch Profis an Weltmeisterschaften teilnehmen durften. Zudem wurde von der FIFA auch die Politik der Nationalsozialisten im Allgemeinen gerügt.
Für ein weiteres Turnier in Europa sprach, dass bei einer Austragung in Brasilien zu befürchten war, dass einige namhafte europäische Nationalmannschaften dem Turnier fernbleiben könnten, weil deren Verbände den hohen Aufwand für eine Reise nach Südamerika scheuen würden, wie es bereits bei der ersten WM-Austragung 1930 in Uruguay der Fall gewesen war.
Die Entscheidung über den Austragungsort der WM 1942 sollte auf dem FIFA-Kongress, der am 3. Juni 1938 während der WM in Paris tagte, fallen. Da keine Einigkeit erzielt werden konnte, vertagte die FIFA die Entscheidung auf ihren nächsten Kongress im Jahr 1940.
Im Juni 1939 kam mit dem argentinischen Fußballverband noch ein dritter Bewerber für die WM 1942 hinzu. Die Hoffnung der FIFA, dass sich neben dem Deutschen Reich noch ein weiteres europäisches Land für die WM 1942 bewerben könnte, erfüllte sich nicht. So reiste der FIFA-Präsident Jules Rimet im August 1939 nach Südamerika, um dort die Situation vor Ort zu sondieren. Während seines Aufenthalts in Rio de Janeiro kam es am 1. September 1939 zum deutschen Überfall auf Polen und der Zweite Weltkrieg in Europa brach aus. Die Planungen für die Weltmeisterschaft 1942 wurden eingestellt, noch bevor der Kongress einberufen und ein Gastgeberland ausgewählt werden konnte.
Umstritten sind Pressemeldungen, nach denen das Turnier am 20. Dezember 1939 an das Deutsche Reich vergeben worden sein soll. Vermutet wird, dass es sich dabei um eine gezielte Falschmeldung der durch die nationalsozialistische Regierung gesteuerten Presse gehandelt habe. Der Weltverband dementierte die Turniervergabe damals umgehend.

## Planungen nach dem Krieg
Der nächste FIFA-Kongress fand erst ein Jahr nach Kriegsende in Europa am 26. Juli 1946 in Luxemburg statt, es waren 34 Verbände vertreten. Dort wurde beschlossen, dass die nächste WM im Jahr 1949 stattfinden soll. Für die Ausrichtung gab es mit Brasilien lediglich einen Bewerber, der einstimmig angenommen wurde. Zusätzlich bekam die Schweiz, eines der wenigen vom Krieg weitgehend verschonten Länder Europas, eine Option für die 5. Fußball-WM im Jahre 1953. Aus organisatorischen Gründen wurde die 4. Fußball-WM jedoch am 18. Januar 1947 um ein Jahr auf 1950 verlegt. Der Termin der WM in der Schweiz verschob sich aufgrund des obligatorischen Vierjahresabstands damit automatisch auf 1954. Die Option wurde von den Eidgenossen bestätigt und somit fand 1954 die 5. Fußball-WM in der Schweiz statt.